# Ioscytus nasti
Ioscytus nasti är en insektsart som beskrevs av Drake och Hottes 1955. Ioscytus nasti ingår i släktet Ioscytus och familjen strandskinnbaggar. Inga underarter finns listade i Catalogue of Life.